# Liste der Staatsoberhäupter 1164
Übersicht
◄◄ | ◄ | 1160 | 1161 | 1162 | 1163 | Liste der Staatsoberhäupter 1164 | 1165 | 1166 | 1167 | 1168 | ► | ►►

Weitere Ereignisse

## Afrika
- Ägypten (Fatimiden)
  - Sultan: al-ʿĀdid (1160–1171)

- Äthiopien
  - Kaiser (Negus Negest): Na’akueto La’ab (1159–1207)

- Marokko (Almohaden)
  - Kalif: Abu Yaqub Yusuf I. (1163–1184)

- Kanem
  - König: Bikorom (1160–1176)

## Asien
- Bagan
  - König: Alaungsithu (1113–1167)

- Champa
  - König: Jaya Harivarman I. (1147–1166)

- China
  - Jin-Dynastie (in Nordchina)
    - Kaiser: Shìzōng (1161–1189)

  - Nördliche Song
    - Kaiser: Xiaozong (1162–1189)

  - Xi Xia
    - Kaiser: Rénzōng (1139–1193)

- Georgien
  - König: Giorgi III. (1156–1184)

- Ghaznawiden (in Nordwest-Indien)
  - Sultan: Chusrau Malik (1160–1186)

- Ghuriden (in Afghanistan)
  - Sultan: Ghiyath ud-Din Muhammad (1162–1203)

- Indien
  - Westliche Chalukya (in Westindien)
    - König: Jagadhekamalla III. (1163–1183)

  - Chola (in Südindien)
    - König: Rajadiraja Chola II. (1163–1178)

  - Hoysala (im heutigen Karnataka)
    - König: Narasimha I. (1152–1173)

  - Kaschmir (Lohara-Dynastie)
    - König: Paramanu Deva (1155–1164)

- Iran (Choresmier)
  - Sultan: Tadschedin Abolfath Il Arsalan (1156–1171)

- Japan
  - Kaiser: Nijō (1158–1165)

- Kara Kitai
  - Khan: Renzong (1150–1164)
  - Khan: Chengtianhou (1164–1178)

- Kalifat der Abbasiden
  - Kalif: Al-Mustandschid (1160–1170)

- Kambuja (Khmer)
  - König: Yasovarman II. (1160–1166)

- Kleinarmenien
  - Fürst: Thoros II. (1144–1169)

- Korea (Goryeo-Dynastie)
  - König: Uijong (1146–1170)

- Kreuzfahrerstaaten
  - Königreich Jerusalem
    - König: Amalrich I. (1163–1174)

  - Fürstentum Antiochia
    - Fürst: Bohemund III. (1163–1201)

  - Grafschaft Tripolis
    - Graf:  Raimund III. (1152–1187)

- Seldschuken
  - Beide Irak
    - Sultan: Arslan Schah (1161–1176) (in Rayy)

  - Kerman
    - Sultan: Tughril Schah (1156–1169)

  - Rum-Seldschuken
    - Sultan: Kılıç Arslan II. (1156–1192)

- Vietnam (Lý-Dynastie)
  - Kaiser: Lý Thiên Tộ (1138–1175)

## Europa
- Byzantinisches Reich
  - Kaiser: Manuel I. Komnenos (1143–1180)

- Dänemark
  - König: Waldemar I. der Große (1157–1182)

- England
  - König: Heinrich II. (1154–1189)

- Frankreich
  - König: Ludwig VII. (1137–1180)
  - Angoulême
    - Graf: Wilhelm VI. Taillefer (1140–1179)

  - Anjou
    - Graf: Heinrich II. von England (1151–1189)

  - Aquitanien
    - Herzogin: Eleonore (1137–1204)
    - Herzog: Heinrich II. von England (1152–1169) (de iure uxoris)

  - Armagnac
    - Graf: Bernard IV. (1160–1193)

  - Auvergne (Grafschaft)
    - Graf: Wilhelm VIII. (1155–1182)

  - Auvergne (Dauphiné)
    - Dauphin: Wilhelm VII. (1155–1169)

  - Auxerre
    - Graf: Wilhelm IV (1161–1168)

  - Bar
    - Graf: Rainald II. (1149–1170)

  - Blois
    - Graf: Theobald V. (1151–1191)

  - Boulogne
    - Graf: Matthäus von Elsass (1160–1173) (iure uxoris)

  - Bourbon
    - Herr: Archambault VII. (1120–1171)

  - Bretagne
    - Herzog: Conan IV. (1156/58–1166)

  - Burgund (Herzogtum)
    - Herzog: Hugo III. (1162–1192)

  - Burgund (Freigrafschaft)
    - Pfalzgräfin: Beatrix von Burgund (1148–1184)
    - Pfalzgraf: Friedrich Barbarossa (1156–1190) (iure uxoris)

  - Carcassonne
    - Vizegraf: Raimund I. Trencavel (1150–1167)

  - Champagne
    - Graf: Heinrich I. (1152–1181)

  - Chartres
    - Graf: Theobald V. (1151–1191)

  - Clermont
    - Graf: Rudolf I. (1157–1191)

  - Comminges
    - Graf: Bernard III. (um 1153–um 1176)

  - Dauphiné
    - Gräfin: Beatrix (1162–1228)

  - Dreux
    - Graf: Robert I. der Große (1137–1184)

  - Eu
    - Graf: Johann I. (1140–1170)

  - Foix
    - Graf: Roger Bernard I. (1148–1188)

  - Forcalquier
    - Graf: Wilhelm IV (1149–1209)

  - Forez
    - Graf: Guigues II. (1138–1198)

  - Guînes
    - Graf: Arnold I. (1137–1169)

  - Limoges
    - Vizegraf: Adémar V. (1148–1199)

  - Mâcon
    - Graf: Gerald I. (1157–1184)

  - Maine
    - Graf: Heinrich II. von England (1151–1189)

  - Marche
    - Graf: Hugo VIII. von Lusignan (1151–1172)

  - Nantes
    - Graf: Heinrich II. von England (1158–1181)

  - Narbonne
    - Vizegräfin: Ermengarde (1143–1192)

  - Nevers
    - Graf: Wilhelm IV (1161–1168)

  - Normandie
    - Herzog: Heinrich II. von England (1150–1189)

  - Penthièvre
    - Graf: Stephan II. (1162–1164)
    - Graf: Gottfried III. (1164–1205)

  - Périgord
    - Graf: Boson III. (um 1146–1166)

  - Poitou
    - Gräfin: Eleonore von Aquitanien (1137–1204)

  - Provence
    - Graf: Raimund Berengar III. (1144–1166)

  - Rethel
    - Graf: Ithier (1158–1171)

  - Rodez
    - Graf: Hugo II. (1159–1208)

  - Rouergue
    - Graf: Raimund V. (1148–1194)

  - Saint-Pol
    - Graf: Enguerrand Candavène (1143–1170)

  - Sancerre
    - Graf: Stephan I. (1152–1191)

  - Soissons
    - Graf: Ives II. de Nesle (1141–1178)

  - Tonnerre
    - Graf: Wilhelm IV (1161–1168)

  - Toulouse
    - Graf: Raimund V. (1148–1194)

  - Uzès
    - Herr: Bermond I. d’Uzès (1138–1181)

  - Vaudémont
    - Graf: Hugo I. (1118–1165)

  - Vendôme
    - Graf: Johann I. (1137–1180)

- Heiliges Römisches Reich
  - König: Friedrich I. Barbarossa (1152–1190) (ab 1155 Kaiser)
  - weltliche Fürstentümer
    - Altena
      - Graf: Eberhard I. (1160–1180)

    - Anhalt
      - Fürst: Albrecht I. (1160–1170)

    - Baden
      - Markgraf: Hermann IV. (1160–1190)

    - Bayern
      - Herzog: Heinrich XII. der Löwe (1156–1180)

    - Berg
      - Graf: Engelbert I. (1161–1189)

    - Böhmen
      - Herzog: Vladislav II. (1140–1172)

    - Brabant
      - Landgraf: Gottfried III. (1142–1190)

    - Brandenburg
      - Markgraf: Albrecht I. (1157–1170)

    - Flandern
      - Graf: Dietrich von Elsass (1128–1168)

    - Geldern
      - Graf: Heinrich I. (1131–1182)

    - Hennegau
      - Graf: Balduin IV. (1120–1171)

    - Hohenzollern
      - Graf: Friedrich III. (1142–1200)

    - Holland
      - Graf: Florens III. (1157–1190)

    - Holstein
      - Graf: Adolf II. (1130–1138) (1142–1164)
      - Graf: Adolf III. (1164–1203)

    - Jülich
      - Graf: Wilhelm I. (1142–1176)

    - Kärnten
      - Herzog: Hermann (1161–1181)

    - Kleve
      - Graf: Dietrich II./IV. (1148/50–1172)

    - Lausitz
      - Markgraf: Dietrich II. (1157–1185)

    - Limburg
      - Herzog: Heinrich II. (1139–1167)

    - Lippe
      - Herr: Hermann I. (1158–1168)

    - Lothringen (Herrscherliste)
      - Niederlothringen
        - Herzog: Gottfried VIII. (1142–1190)

      - Oberlothringen
        - Herzog: Matthäus I. (1139–1176)

    - Luxemburg
      - Graf: Heinrich IV. (1136–1196)

    - Markgrafschaft Meißen
      - Markgraf: Otto der Reiche (1157–1190)

    - Namur
      - Graf: Heinrich der Blinde (1139–1189)

    - Nassau
      - Graf: Walram I. (1154–1198)

    - Nürnberg
      - Burggraf: Konrad II. von Raabs (1160–1191)

    - Oldenburg
      - Oldenburg
        - Graf: Christian I. (1142–1167)

      - Wildeshausen
        - Graf: Heinrich I. (1142–1167)

    - Ortenberg
      - Graf: Rapoto I. (1134–1186)

    - Österreich
      - Herzog: Heinrich II. Jasomirgott  (1141–1177) (bis 1156 Markgraf)

    - Pfalz
      - Pfalzgraf: Konrad der Staufer (1156–1195)

    - Pommern (1156–1180) gemeinsame Herrschaft
      - Herzog: Bogislaw I. (1156–1187)
      - Herzog: Kasimir I. (1156–1180)

    - Saarbrücken
      - Graf: Simon I. (1135–1182)

    - Sachsen
      - Herzog: Heinrich III. der Löwe (1142–1180)

    - Schwaben
      - Herzog: Friedrich IV. (1152–1167)

    - Steiermark
      - Markgraf: Ottokar III.  (1129–1164)
      - Markgraf: Ottokar IV.  (1164–1192) ab 1180 Herzog

    - Thüringen
      - Landgraf: Ludwig II. (1140–1172)

    - Veldenz
      - Graf: Gerlach II. (1146–1189)

    - Württemberg
      - Graf: Ludwig II. (1158–1181)

    - Zähringen
      - Herzog: Berthold IV. (1152–1186)

- Italien
  - Kirchenstaat
    - Papst: Alexander III. (1159–1181)
    - Papst: Viktor IV. (1159–1164) (Gegenpapst)
    - Papst: Paschalis III. (1164–1168) (Gegenpapst)

  - Montferrat
    - Markgraf: Wilhelm V. (1135/36–1191)

  - Saluzzo
    - Markgraf: Manfred I. (1130/48–1175)

  - Savoyen
    - Graf: Humbert III. (1148–1189)

  - Sizilien
    - König: Wilhelm I. (1154–1166)

  - Venedig
    - Doge: Vitale Michiel II. (1156–1172)

- Norwegen
  - König: Magnus V. Erlingsson (1161–1184)

- Polen
  - Seniorherzog: Bolesław IV. (1146–1173)
  - Pommerellen
    - Herzog: Sobiesław I. (1155–1187)

- Portugal
  - König: Alfons I. (1112–1185) (bis 1139 Graf)

- Russland
  - Kiew
    - Großfürst: Rostislaw (1159–1167)

- Schlesien
  - Niederschlesien (Breslau)
    - Herzog: Boleslaw I. der Lange (1163–1201)

  - Oberschlesien (Oppeln-Ratibor)
    - Herzog: Mieszko I. (1163–1211)

- Schottland
  - König: Malcolm IV. (1153–1165)

- Schweden
  - König: Karl Sverkersson (1161–1167)

- Serbien
  - Großžupan: Desa (1161–1165)

- Spanien
  - Almohaden: siehe Afrika
  - Aragon
    - König: Alfons II. (1162–1196)

  - Cerdanya
    - Graf: Raimund Berengar IV. (1162–1168)

  - Galicien
    - König: Ferdinand II. (1154–1188)

  - Kastilien
    - König: Alfons VIII. (1158–1214)

  - León
    - König: Ferdinand II. (1157–1188)

  - Navarra
    - König: Sancho VI. (1150–1194)

  - Urgell
    - Graf: Ermengol VII. (1153–1184)

- Ungarn
  - König: Stephan III. (1162–1172)